# Toxascaris leonina
Toxascaris leonina is een vrij lange parasitaire spoelworm (Nematoden) die voorkomt in de darmen van een aantal soorten katachtigen, maar ook andere roofdieren. Deze spoelworm migreert niet via bloedsomloop van de eindgastheer maar blijft in de darmen en is nauwelijks besmettelijk voor mensen. Daarmee verschilt hij van de kattenspoelworm (Toxocara cati) .

## Beschrijving
Volwassen exemplaren van de spoelworm Toxascaris leonina kunnen 6 cm (mannetjes) tot wel 10 cm (vrouwtjes) lang zijn. De vrouwtjes leggen eitjes die geelbruin van kleur en licht ovaal van vorm zijn en 0,075 bij 0,085 mm groot zijn. Deze spoelworm komt voor over de hele wereld en besmet vooral katachtigen zoals kat, lynx, luipaard, jaguar, tijger en leeuw, maar ook hond, vos en wolf. In Nederland en België zijn 7-10% van de zwerf- en kennelhonden besmet, maar bij huishonden ligt dit percentage aanmerkelijk lager (onder de 0,4%). Bij katten zijn infecties zeldzaam.

## Levenscyclus
De eieren worden met ontlasting uitgescheiden en zijn na 3 tot 10 dagen besmettelijk; er ontwikkelt zich een embryo. Deze eieren kunnen tot wel drie jaar lang besmettelijk blijven. Als de besmettelijke eieren worden ingeslikt vormt zich een larve (L2-stadium) die zich vestigt in de darmwand van de gastheer. In de darmwand doorlopen ze nog twee stadia en vandaar vestigen ze zich weer in de holte van de darm, waar ze volwassen worden. Besmette vrouwtjes kunnen niet via de foetus of via moedermelk hun jongen besmetten, omdat deze spoelworm geen besmettelijk stadium kent dat zich via de bloedsomloop verspreidt. Alleen bij zware infecties kunnen larven ook in andere organen zoals de lever en de longen terechtkomen, maar daar vindt dan geen verdere ontwikkeling plaats.
Een tweede cyclus loopt via tussengastheren zoals knaagdieren en andere warmbloedige dieren. Uit besmettelijke eieren ontwikkelt zich in het lichaam van de tussengastheer een zogenaamd L3 stadium dat voor de definitieve gastheer nog besmettelijker is, omdat hieruit, eenmaal in de darmen van de gastheer, sneller een volwassen spoelworm ontstaat.

## Diagnose en bestrijding
Eieren en volwassen wormen zijn voor deskundigen gemakkelijk herkenbaar. Voor de bestrijding kunnen dezelfde anti-wormmiddelen worden gebruikt als voor de hondenspoelworm (Toxocara canis). Ook voor de preventie gelden dezelfde hygiënische maatregelen.